# Kapel van Onze-Lieve-Vrouw van Zeven Weeën (Schoonaarde)

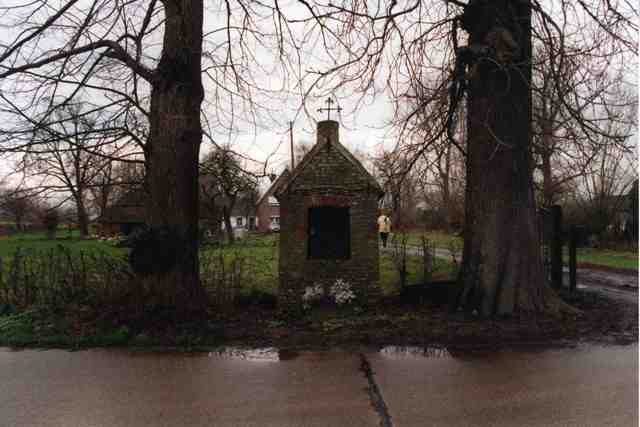
Kapel van Onze-Lieve-Vrouw van Zeven Weeën

De Kapel van Onze-Lieve-Vrouw van Zeven Weeën is een kapel in de tot de Oost-Vlaamse gemeente Dendermonde behorende plaats Schoonaarde, gelegen aan de Langestraat.
De zeer eenvoudige pijlerkapel dateert waarschijnlijk van 1785. De topgevel wordt gesierd door een smeedijzeren kruis. Het gebouwtje op rechthoekige plattegrond bevat een nis die door een smeedijzeren traliewerk is afgesloten. In de nis bevindt zich een Mariabeeld.